# Żydowski Potok (dopływ Orli)
Żydowski Potok – rzeka, lewy dopływ Orli, do której uchodzi w 50,3 km jej biegu. Rzeka ma długość 20,54 km i powierzchnię zlewni równą 102,06 km². Na całej długości płynie w sąsiedztwie pól uprawnych.
Rzeka ma swe źródła na terenie gminy Krotoszyn